# Número estranho
Na teoria dos números, um número estranho é um número natural abundante que não é semiperfeito. Noutras palavras, a soma dos divisores próprios (divisores incluindo 1, mas não si mesmo) do número é maior que o número, mas nenhum subconjunto desses divisores soma o número em si.

## Exemplos
O menor número estranho é 70. Seus divisores próprios são 1, 2, 5, 7, 10, 14 e 35; a soma deles é 74, mas nenhum subconjunto desses números soma 70. O número 12, por exemplo, é abundante, mas não é estranho, pois os divisores próprios são 1, 2, 3, 4 e 6, que somam 16; mas 2 + 4 + 6 = 12.
Os primeiros números estranhos são
70, 836, 4030, 5830, 7192, 7912, 9272, 10430, 10570, 10792, 10990, 11410, 11690, 12110, 12530, 12670, 13370, 13510, 13790, 13930, 14770, ... (sequência A006037 na OEIS).

## Propriedades
Existe algum número estranho ímpar?
Existem infinitos números estranhos. Por exemplo, 70p é estranho para todos os números primos p ≥ 149. De fato, o conjunto de números estranhos possui densidade assintótica positiva.
Não é conhecido se existe algum número estranho ímpar. Se existir, ele deverá ser maior que 1021.
Sidney Kravitz demonstrou que para um número inteiro positivo k, um número primo Q superior a 2k, e
{\displaystyle R={\frac {2^{k}Q-(Q+1)}{(Q+1)-2^{k}}}}
também primo maior que 2k, então
{\displaystyle n=2^{k-1}QR}
é um número estranho. Com esta fórmula, ele encontrou o grande número estranho
{\displaystyle n=2^{56}\cdot (2^{61}-1)\cdot 153722867280912929\ \approx \ 2\cdot 10^{52}.}

## Números estranhos primitivos
Uma propriedade dos números estranhos é que se n é estranho, e p é um primo maior que a soma dos divisores σ(n), então pn também é estranho. Isso leva à definição de números estranhos primitivos: números estranhos que não são múltiplos de outros números estranhos (sequência A002975 na OEIS). Entre os 1765 números estranhos menores que um milhão, há 24 números estranhos primitivos. A construção de Kravitz produz números estranhos primitivos, já que todos os números estranhos da forma 2kpq são primitivos, mas a existência de infinitos k e Q que produzem um primo R não é garantida. É conjecturado que existem infinitos números estranhos primitivos, e Melfi mostrou que a infinitude de números estranhos primitivos é uma consequência da conjectura de Cramér. Números estranhos primitivos com até 16 fatores primos e 14712 dígitos foram encontrados.